# Mendankwe-nkwen
Le mendankwe-nkwen (ou mandankwe, mendankwe) est une langue des Grassfields du groupe ngemba (en) parlée  au Nord-Ouest du Cameroun, dans le département du Mezam, au centre de l'arrondissement de Bamenda, au nord et à l'est de la ville de Bamenda, de part et d'autre de la Ring Road, et sur les hauteurs de Menda-Nkwe.
En 2001 on dénombrait environ 23 100 locuteurs, dont 10 200 pour le mendankwe, l'un des deux dialectes, et 12 900 pour le nkwen.

## Écriture
| A | B | CH | D | E | Ɛ | Ə | F | G | GH | I | J | K | L | M | N | Ŋ | O | R | S | SH | T | U | W | Y | Z | ZH | Ɂ |
| a | b | ch | d | e | ɛ | ə | f | g | gh | i | j | k | l | m | n | ŋ | o | r | s | sh | t | u | w | y | z | zh | ɂ |